# 東証REIT指数
東証REIT指数（とうしょうリートしすう、英: Tokyo Stock Exchange REIT Index）とは、東京証券取引所に上場しているJ-REIT（不動産投資信託）の全銘柄の時価総額加重平均のREIT指数。基準日である2003年3月31日の時価総額を1,000として算出される。東京証券取引所が算出、公表しており、日本の不動産の指数として普及している。
東証REIT用途別指数は下記の用途別にJ-REITを分類して作成した指数。
- 東証REITオフィス指数
- 東証REIT住宅指数
- 東証REIT商業・物流等指数

東証REIT Core指数は、JPX総研が公表している指数で、半分程度のJ-REITを対象に、均等加重方式で作成した指数。

## ETF・投資信託・先物
| コード                       | レバレッジ | 年率  |
| ---------------------------- | ---------- | ----- |
| 1343                         | 1倍        | 2.69% |
| 2024年11月末現在。配当込み。 |            |       |

東京証券取引所には下記ETFが上場している。
- NEXT FUNDS 東証REIT指数連動型上場投信 (1343)
- 上場インデックスファンドJリート（東証REIT指数）隔月分配型 (1345)
- SMDAM 東証REIT指数上場投信 (1398)
- iシェアーズ・コア Jリート ETF (1476)
- ダイワ上場投信-東証REIT指数 (1488)
- スタンダドTOP20 (1551)
- MAXIS Jリート上場投信 (1595)
- 上場インデックスファンドJリート（東証REIT指数）隔月分配型（ミニ） (2552)
- 東証REIT ETF (2555)
- One ETF 東証REIT指数 (2556)

投資信託も多数ある。
先物は大阪取引所に上場している。取引単位は東証REIT指数×1,000円、呼値の単位は0.5ポイント。